# Bracia i towarzysze
Bracia i towarzysze (alb. Vëllezër dhe shokë) – albański film fabularny z roku 1982 w reżyserii Dhimitra Anagnostiego.

## Fabuła
Akcja filmu rozgrywa się w roku 1940, w czasie wojny grecko-włoskiej, w jednej ze wsi w południowej Albanii. Do wsi powraca Vaso, który jest komunistą i próbuje się przeciwstawić grabieniu wsi przez zdemoralizowane oddziały wojskowe. Razem z bratem Marko organizują jeden z pierwszych oddziałów ruchu oporu.

## Obsada
- Eduard Makri jako Vaso
- Xhevdet Ferri jako Marko
- Robert Ndrenika jako Sokrat
- Ilia Shyti jako Halil, przewodniczący gminy
- Thimi Filipi jako ojciec Vaso
- Adem Gjyzeli jako kupiec Thoma
- Bujar Asqeriu jako kierowca Avni, przyjaciel Vaso
- Petraq Xhillari jako Prifti
- Agim Shuke jako pasterz Dhane Darta
- Prokop Mima jako Kiço
- Viktor Çaro jako Jani
- Hajrie Rondo jako Mara
- Gjovalin Hajati jako oficer włoski
- Afrim Agalliu jako oficer włoski
- Fane Bita jako ojciec Leny
- Fadil Kujovska jako porucznik włoski
- Valentina Çaçi jako matka Vaso
- Leonard Xhelili jako Miti
- Anila Sula jako narzeczona Marko
- Ilirjan Aliaj jako Leka
- Liza Hajati jako matka Leny
- Evis Bakllamaja jako siostra Mitiego
- Misto Çoroka
- Vasillaq Godo
- Vangjel Panazaqi